# Hahnenbach (Authenbach)
Der Hahnenbach ist ein gut einen halben Kilometer langer linker Zufluss des Authenbaches im
rheinland-pfälzischen Donnersbergkreis auf dem Gebiet der Ortsgemeinde Rathskirchen.

## Verlauf

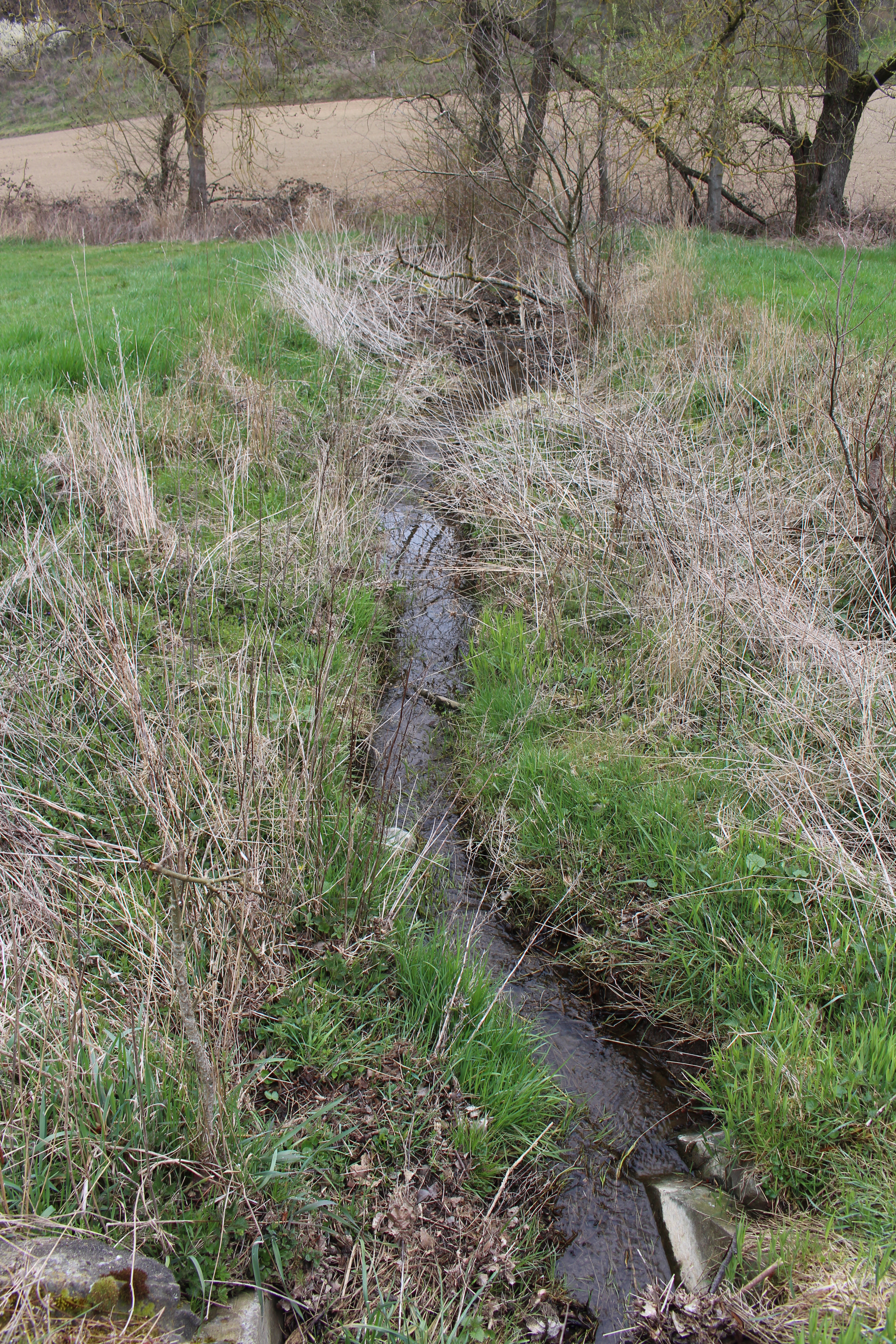
Hahnenbach, kurz vor Mündung in Authenbach

Der Hahnenbach entspringt im Naturraum Moschelhöhen des Nordpfälzer Berglandes auf einer Meereshöhe von 297 m ü. NHN in einem Grünstreifen der Flur Große Böhmwiese am südöstlichen Fuße der Berzweiler Höhe (355,9 m) und nördlich des Gemeindewaldes Pfaffenbusch.
Er fließt in einem leichten Bogen nordwärts durch Grünland am Westrand des Pferchwäldcen entlang, dreht dabei immer mehr nach Osten und mündet schließlich auf einer Höhe von 279 m in der Flur Woogwiesen östlich des Rathskirchener Ortsteils Rudolfskirchen in den aus südlicher Richtung kommenden Authenbach.

## Natur und Umwelt
Das untere Hahnenbachtal gehört zum schutzwürdigen Biotop 2 Bäche südlich Rudolphskirchen (Gebietsnummer: BT-6312-0693-2010). Das Biotop ist insgesamt 1,3 ha groß und ist ein örtlich bedeutsames unverbautes Bachtal mit Ausbreitungsmöglichkeiten für feuchtigkeitsgebundene Tiere und Pflanzen.
An Bäumen und Büschen wachsen hier die Gemeine Esche, die Silberweide, die Stieleiche und die Schwarzerle, sowie der Eingriffelige Weißdorn und der Haselnussstrauch und in der Krautschicht gedeiht hier besonders gut die Große Brennnessel.
Für Tiere wie Wasserinsekten, Amphibien und wasserliebende Vogelarten ist das Tal ein geeigneter Lebensraum.